# Голяш Микола Євгенович
Микола Євгенович Голяш (9 грудня 1973, с. Олесине, Тернопільська область — листопад 2022, Донецька область) — український військовослужбовець, сержант Збройних сил України, учасник російсько-української війни. Кавалер ордена «За мужність» III ступеня (2022).

## Життєпис
Микола Голяш народився 9 грудня 1973 року в селі Олесине, нині Козівської громади Тернопільського району Тернопільської области України.
Закінчив Івано-Франківський фаховий коледж фізичного виховання Національного університету фізичного виховання і спорту України, Львівський державний університет фізичної культури імені Івана Боберського, Школу тренерів Федерації футболу України (м. Київ).
Працював у Козівській дитячій юнацькій спорт школі № 1 тренером з футболу; пізніше — виїхав на заробітки до країн Прибалтики. Після повернення зареєструвався у Києві, де деякий час проживав та працював.
Учасник АТО/ООС.
2018 року підписав контракт з однією з бригад. Саме в цей час контракт мав закінчуватись. Воював на Бахмутському напрямку. Загинув у листопаді 2022 року під час виконання бойового завдання.
Похований 26 листопада 2022 року в родинному селі.

## Нагороди
- орден «За мужність» II ступеня (2024) — за особисту мужність, виявлену у захисті державного суверенітету та територіальної цілісності України, самовіддане виконання військового обов'язку[1].
- орден «За мужність»  ступеня (19 липня 2022) — за особисту мужність і самовіддані дії, виявлені у захисті державного суверенітету та територіальної цілісності України, вірність військовій присязі[2].